# Dušan Kéketi
Dušan Kéketi (Bratislava, 24 marzo 1951) è un ex calciatore cecoslovacco.